# Torborg Stjerner
Jenny Torborg Stjerner, född 25 juni 1902 i Stockholm, död 22 maj 1988 i Göteborg, var en svensk dansare vid Svenska baletten i Paris och skådespelare. 

## Filmografi
- 1926 – Flickorna på Solvik
- 1927 – Kvick som Blixten